# Liste der Stolpersteine in Harlingen

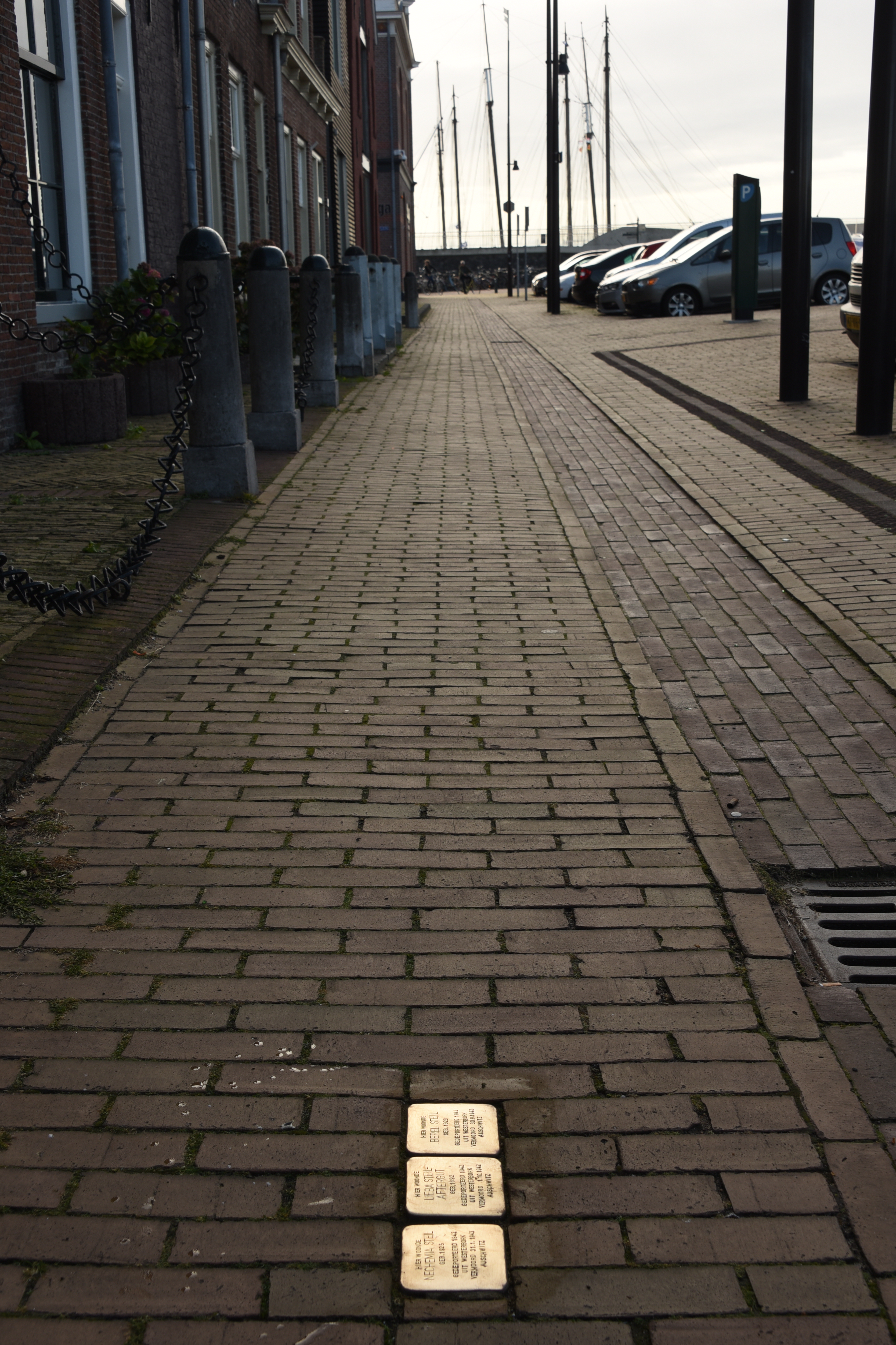
Stolpersteine in Harlingen

Die Liste der Stolpersteine in Harlingen listet alle Stolpersteine in der Stadt Harlingen in der niederländischen Provinz Friesland auf, die dort vom deutschen Künstler Gunter Demnig verlegt wurden. Stolpersteine erinnern an das Schicksal der Menschen, die von den Nationalsozialisten ermordet, deportiert, vertrieben oder in den Suizid getrieben wurden. Die Stolpersteine wurden vom Künstler zumeist selbst verlegt. Im Regelfall liegen die Stolpersteine vor dem letzten selbstgewählten Wohnort des Opfers. Stolpersteine werden auf Niederländisch struikelstenen genannt, auf friesisch hingegen stroffelstiennen.

## Verlegte Stolpersteine
In Harlingen wurden zumindest 42 Stolpersteine an fünfzehn Standorten verlegt.
Die Tabelle ist teilweise sortierbar; die Grundsortierung erfolgt alphabetisch nach dem Familiennamen des Opfers.
| Stolperstein | Übersetzung                                                                                                   | Standort               | Name, Leben |
| ------------ | --- | ---------------------- | --- |
|              | HIER WOHNTE GABRIËL BOAS GEB. 1879 DEPORTIERT 1942 AUS WESTERBORK ERMORDET 19.11.1942 AUSCHWITZ               | Grote Ossenmarkt 16    | Gabriël Boas wurde am 9. April 1879 in Harlingen geboren. |
|              | HIER WOHNTE DINA BOAS-PAIS GEB. 1882 DEPORTIERT 1942 AUS WESTERBORK ERMORDET 19.11.1942 AUSCHWITZ             | Grote Ossenmarkt 16    | Dina Boas-Pais wurde am 24. Februar 1882 in Harlingen geboren. Sie war die Tochter von Joseph (Joost) Pais und Sara Spijer (Speijer). Sie heiratete Gabriël Boas. |
|              | HIER WOHNTE JOZEPH BOAS GEB. 1922 DEPORTIERT 1942 AUS WESTERBORK ERMORDET 30.6.1943 OTTMUTH                   | Grote Ossenmarkt 16    | Jozeph Boas war der Sohn von Gabriël Boas. |
|              | HIER WOHNTE ANNA ROSA HES- VAN GELDER GEB. 1909 DEPORTIERT 1942 AUS WESTERBORK ERMORDET 2.11.1942 AUSCHWITZ   | Schritsen 10           | Anna Rosa Hes-van Gelder |
|              | HIER WOHNTE MATHILDA HENRIËTTE HES GEB. 1908 DEPORTIERT 1942 AUS WESTERBORK ERMORDET 31.12.1942 AUSCHWITZ     | Schritsen 10           | Mathilda Henriëtte Hes |
|              | HIER WOHNTE SALLY HES GEB. 1908 DEPORTIERT 1942 AUS WESTERBORK ERMORDET 31.12.1942 AUSCHWITZ                  | Schritsen 10           | Sally Hes |
|              | HIER WOHNTE LEONARD LEIJDESDORFF GEB. 1880 DEPORTIERT 1943 AUS WESTERBORK ERMORDET 30.4.1943 SOBIBOR          | Midlumerlaan 32        | Leonard Leijdesdorff |
|              | HIER WOHNTE ROSALIE LEIJDESDORFF-VOS GEB. 1892 DEPORTIERT 1943 AUS WESTERBORK ERMORDET 30.4.1943 SOBIBOR      | Midlumerlaan 32        | Rosalie Leijdesdorff-Vos |
|              | HIER WOHNTE CATHARINA MESSCHER-GANS GEB. 1898 DEPORTIERT 1943 AUS WESTERBORK ERMORDET 21.5.1943 SOBIBOR       | Rozengracht 15         | Catharina Messcher-Gans |
|              | HIER WOHNTE HANNA KLARA MESSCHER GEB. 1938 DEPORTIERT 1943 AUS WESTERBORK ERMORDET 21.5.1943 SOBIBOR          | Rozengracht 15         | Hanna Klara Messcher |
|              | HIER WOHNTE KLARA LEANORA MESSCHER GEB. 1939 DEPORTIERT 1943 AUS WESTERBORK ERMORDET 21.5.1943 SOBIBOR        | Rozengracht 15         | Klara Leanora Messcher |
|              | HIER WOHNTE LEVIE MESSCHER GEB. 1898 DEPORTIERT 1943 AUS WESTERBORK ERMORDET 21.5.1943 SOBIBOR                | Rozengracht 15         | Levie Messcher |
|              | HIER WOHNTE AÄRON PAIS GEB. 1921 DEPORTIERT 1942 AUS WESTERBORK ERMORDET 30.9.1942 AUSCHWITZ                  | Noorderhaven 18        | Aäron Pais |
|              | HIER WOHNTE ABRAHAM PAIS GEB. 1872 DEPORTIERT 1942 AUS WESTERBORK ERMORDET 23.11.1942 AUSCHWITZ               | Kleine Bredeplaats 16  | Abraham Pais |
|              | HIER WOHNTE ADRIANA PAIS-ROOD GEB. 1881 DEPORTIERT 1942 AUS WESTERBORK ERMORDET 23.11.1942 AUSCHWITZ          | Kleine Bredeplaats 16  | Adriana Pais-Rood |
|              | HIER WOHNTE BENJAMIN RAPHAËL PAIS GEB. 1934 DEPORTIERT 1942 AUS WESTERBORK ERMORDET 23.11.1942 AUSCHWITZ      | Hoogstraat 15          | Benjamin Raphaël Pais |
|              | HIER WOHNTE ESTHER PAIS GEB. 1874 DEPORTIERT 1942 AUS WESTERBORK ERMORDET 23.11.1942 AUSCHWITZ                | Kleine Bredeplaats 16  | Esther Pais |
|              | HIER WOHNTE JANSJE PAIS GEB. 1933 DEPORTIERT 1942 AUS WESTERBORK ERMORDET 23.11.1942 AUSCHWITZ                | Noorderhaven 32        | Jansje Pais |
|              | HIER WOHNTE JANTJE PAIS- DE VRIES GEB. 1868 DEPORTIERT 1942 AUS WESTERBORK ERMORDET 23.11.1942 AUSCHWITZ      | Hoogstraat 15          | Jantje Pais-de Vries |
|              | HIER WOHNTE LEVIE PAIS GEB. 1877 DEPORTIERT 1942 AUS WESTERBORK ERMORDET 23.11.1942 AUSCHWITZ                 | Kleine Bredeplaats 16  | Levie Pais |
|              | HIER WOHNTE RACHELTJE PAIS GEB. 1891 DEPORTIERT 1942 AUS WESTERBORK ERMORDET 23.11.1942 AUSCHWITZ             | Hoogstraat 15          | Racheltje Pais |
|              | HIER WOHNTE RAPHAËL PAIS GEB. 1893 DEPORTIERT 1943 AUS WESTERBORK ERMORDET 28.2.1943 AUSCHWITZ                | Noorderhaven 18        | Raphaël Pais |
|              | HIER WOHNTE ROOSJE PAIS-MINCO GEB. 1901 DEPORTIERT 1942 AUS WESTERBORK ERMORDET 23.11.1942 AUSCHWITZ          | Noorderhaven 32        | Roosje Pais-Minco |
|              | HIER WOHNTE ROSA PAIS-HEYMANN GEB. 1901 DEPORTIERT 1942 AUS WESTERBORK ERMORDET 29.10.1942 AUSCHWITZ          | Noorderhaven 18        | Rosa Pais-Heymann |
|              | HIER WOHNTE SALOMON PAIS GEB. 1885 DEPORTIERT 1942 AUS WESTERBORK ERMORDET 30.9.1942 AUSCHWITZ                | Kleine Bredeplaats 16  | Salomon Pais |
|              | HIER WOHNTE BETSIJ POLAK-FRANK GEB. 1902 DEPORTIERT 1943 AUS WESTERBORK ERMORDET 23.4.1943 SOBIBOR            | William Boothstraat 19 | Betsij Polak-Frank |
|              | HIER WOHNTE IZAK NATHAN POLAK GEB. 1937 DEPORTIERT 1943 AUS WESTERBORK ERMORDET 23.4.1943 SOBIBOR             | William Boothstraat 19 | Izak Nathan Polak |
|              | HIER WOHNTE NATHAN POLAK GEB. 1903 DEPORTIERT 1943 AUS WESTERBORK ERMORDET 23.4.1943 SOBIBOR                  | William Boothstraat 19 | Nathan Polak |
|              | HIER WOHNTE PIETJE POLAK- DE VRIES GEB. 1872 DEPORTIERT 1943 AUS WESTERBORK ERMORDET 20.4.1943 SOBIBOR        | Simon Stijlstraat 4    | Pietje Polak-De Vries |
|              | HIER WOHNTE CÄCIL DAVID SPEIJER GEB. 1933 DEPORTIERT 1943 AUS WESTERBORK ERMORDET 26.3.1943 SOBIBOR           | Heiligeweg 19          | Cäcil David Speijer |
|              | HIER WOHNTE ELKAN ARON SPEIJER GEB. 1930 DEPORTIERT 1943 AUS WESTERBORK ERMORDET 26.3.1943 SOBIBOR            | Heiligeweg 19          | Elkan Aron Speijer |
|              | HIER WOHNTE HANNA SPEIJER- SCHULENKLOPPER GEB. 1902 DEPORTIERT 1943 AUS WESTERBORK ERMORDET 26.3.1943 SOBIBOR | Heiligeweg 19          | Hanna Speijer-Schulenklopper |
|              | HIER WOHNTE MICHIEL SPEIJER GEB. 1902 DEPORTIERT 1943 AUS WESTERBORK ERMORDET 26.3.1943 SOBIBOR               | Heiligeweg 19          | Michiel Speijer |
|              | HIER WOHNTE BEREL STEIL GEB. 1923 DEPORTIERT 1942 AUS WESTERBORK ERMORDET 30.9.1942 AUSCHWITZ                 | Havenplein 24          | Berel Steil |
|              | HIER WOHNTE LIEBA STEIL- AFTERGUT GEB. 1892 DEPORTIERT 1942 AUS WESTERBORK ERMORDET 1.10.1942 AUSCHWITZ       | Havenplein 24          | Lieba Steil-Aftergut |
|              | HIER WOHNTE NECHEMIA STEIL GEB. 1925 DEPORTIERT 1942 AUS WESTERBORK ERMORDET 31.1.1943 AUSCHWITZ              | Havenplein 24          | Nechemia Steil |
|              | HIER WOHNTE AÄRON DE VRIES GEB. 1865 DEPORTIERT 1942 AUS WESTERBORK ERMORDET 23.11.1942 AUSCHWITZ             | Heiligeweg 28a         | Aäron de Vries |
|              | HIER WOHNTE BENJAMIN DE VRIES GEB. 1908 DEPORTIERT 1942 AUS WESTERBORK ERMORDET 30.9.1942 AUSCHWITZ           | Heiligeweg 28a         | Benjamin de Vries |
|              | HIER WOHNTE ELIZE DE VRIES- ODEWALD GEB. 1873 DEPORTIERT 1943 AUS WESTERBORK ERMORDET 20.3.1943 AUSCHWITZ     | Rommelhaven 26b        | Elize de Vries-Odewald |
|              | HIER WOHNTE GRIETJE DE VRIES- DE WILDE GEB. 1867 DEPORTIERT 1942 AUS WESTERBORK ERMORDET 23.11.1942 AUSCHWITZ | Heiligeweg 28a         | Grietje de Vries-de Wilde |
|              | HIER WOHNTE IZAÄK DE VRIES GEB. 1898 DEPORTIERT 1943 AUS WESTERBORK ERMORDET 28.2.1943 AUSCHWITZ              | Rommelhaven 26b        | Izaäk de Vries |
|              | HIER WOHNTE KLARA DE VRIES GEB. 1901 DEPORTIERT 1943 AUS WESTERBORK ERMORDET 20.3.1943 SOBIBOR                | Heiligeweg 28a         | Klara de Vries wurde am 25. August 1901 in Harlingen geboren. Ihre Eltern waren Aäron de Vries and Grietje de Wilde. Sie hatte vier Geschwister: Izak (1889–1936), Cato, Hanna und Benjamin. Cato heiratete Aäron Toorenburg und zog 1926 nach Den Haag. Hanna heiratete einen Mann namens De Jong und zog nach Winterswijk. Klara blieb unverheiratet. Sie wurde verhaftet, deportiert und am 20. März 1943 im Vernichtungslager Sobibor ermordet. Ihre Eltern und ihr Bruder Benjamin wurden im Vernichtungslager Auschwitz ermordet. |

## Verlegedatum
Die Stolpersteine von Harlingen wurden vom Künstler selbst am 20. August 2012 verlegt.

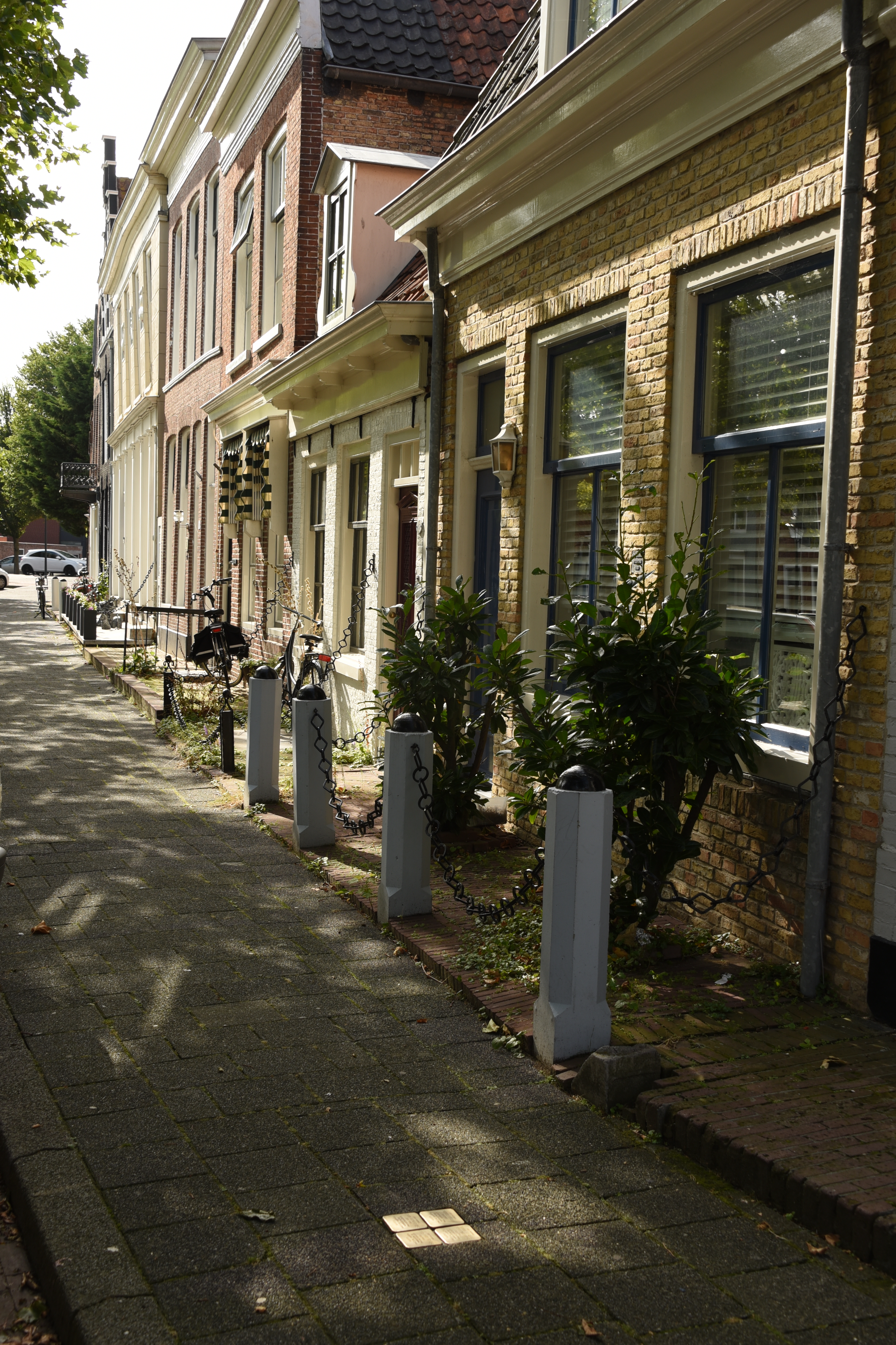
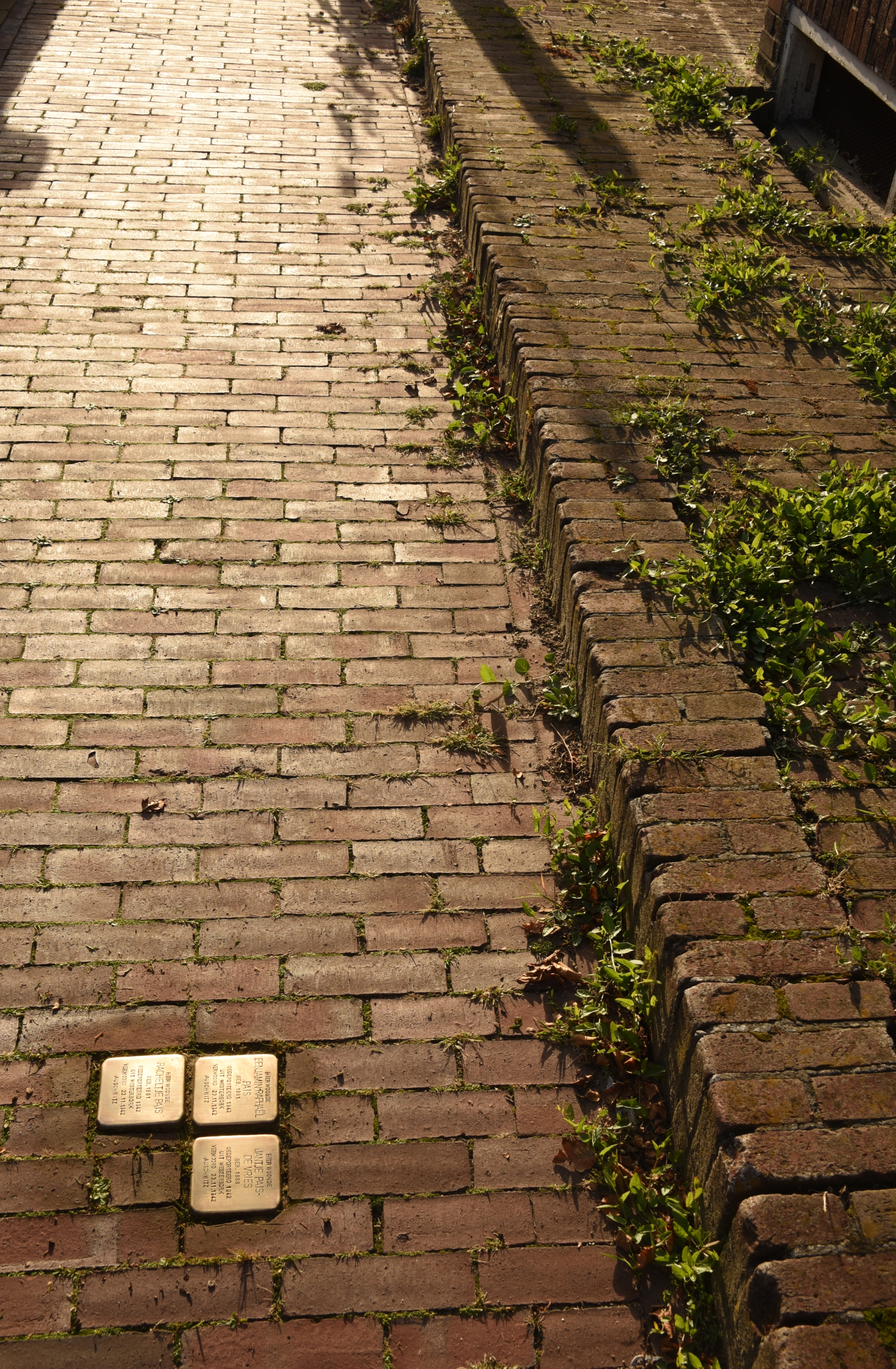
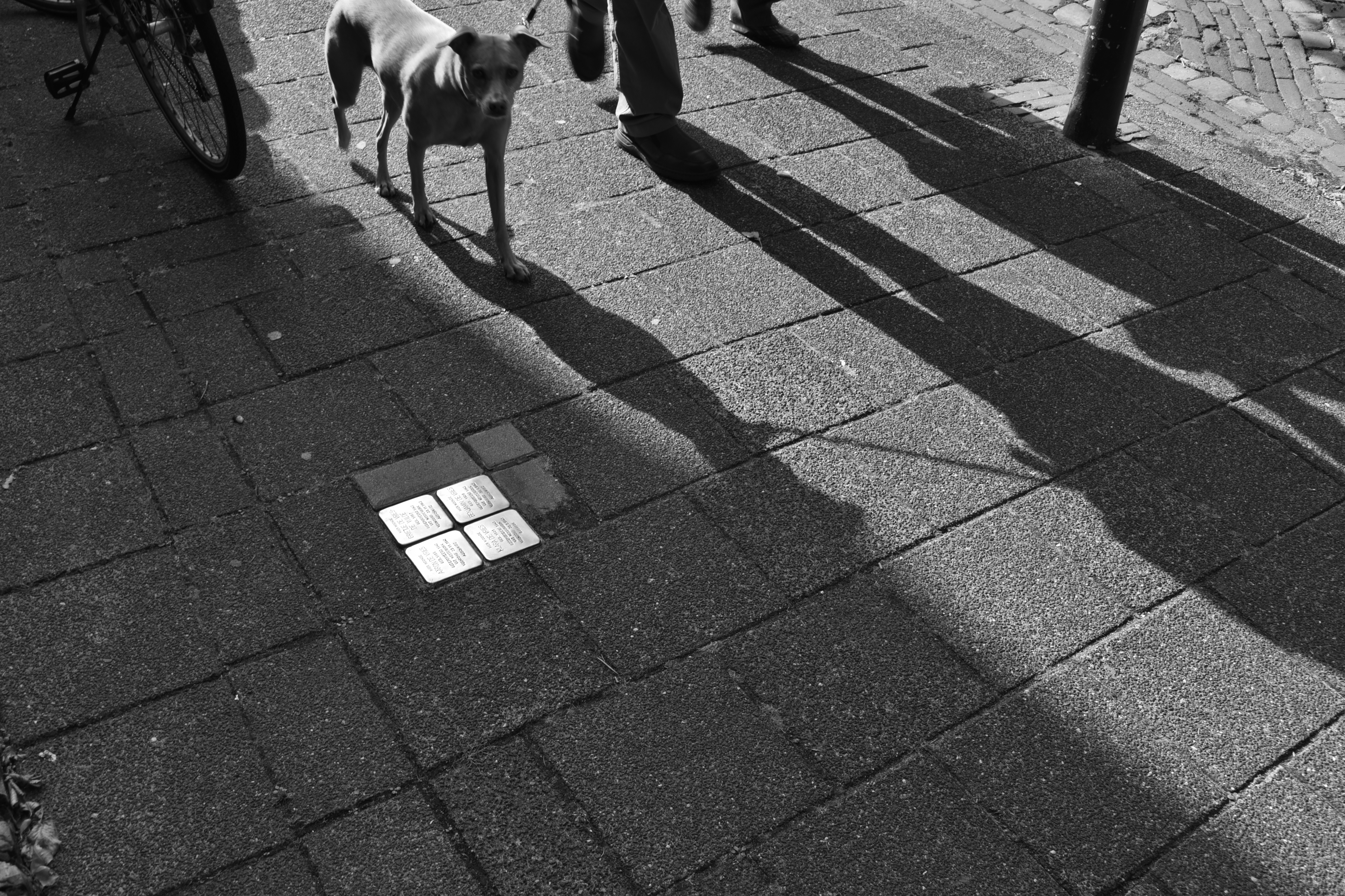
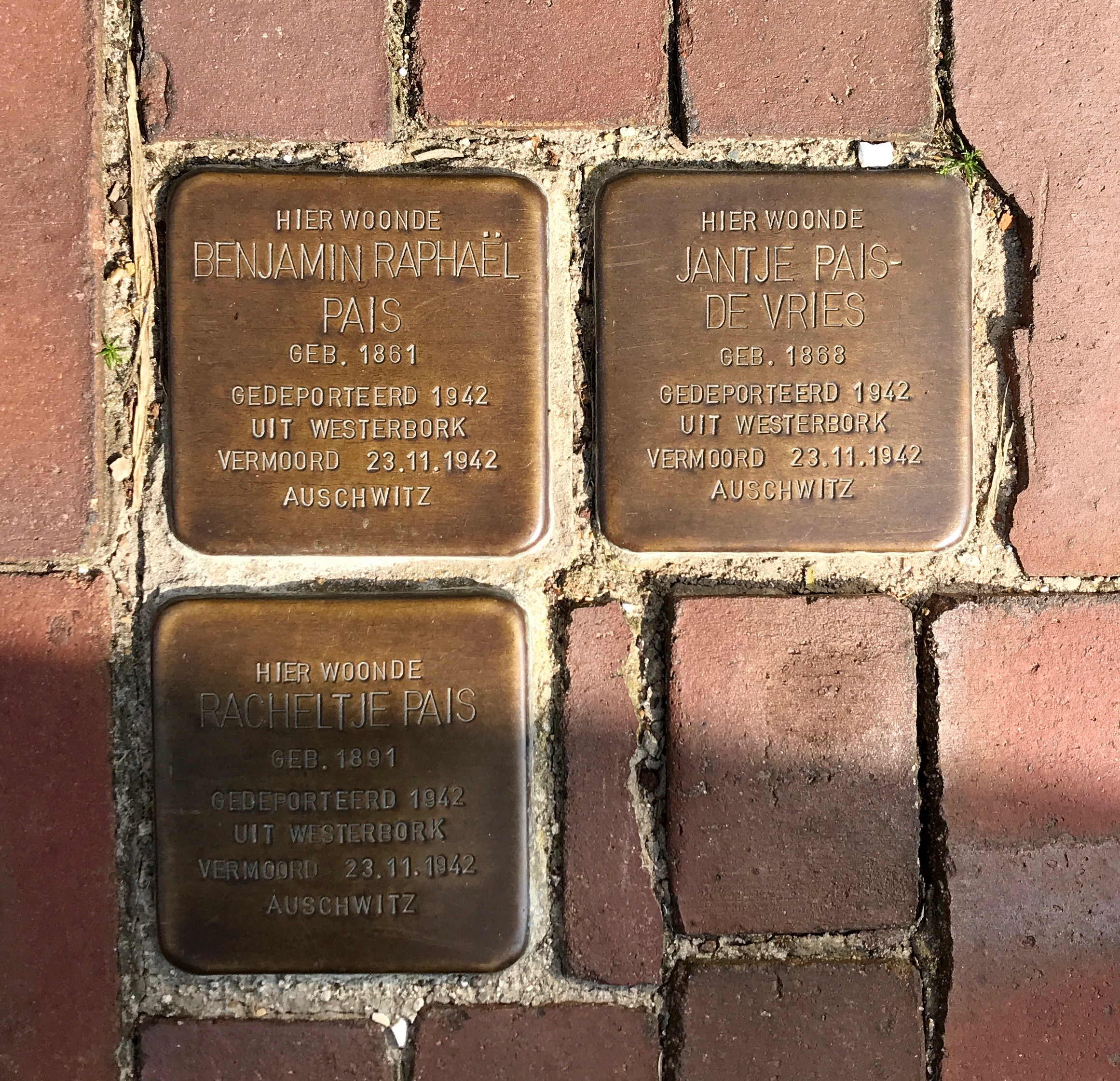

Typische Verlegesituationen: